# Montfoortse Vaart
De Montfoortse Vaart is een water dat tussen de Korte Linschoten en Hollandse IJssel loopt. Voor een groot gedeelte loopt deze langs de Doeldijk en de Cattenbroekerdijk. Ze is ontstaan toen in 1617 de Cattenbroeker Wetering werd uitgegraven, en in het dorp Linschoten op de Korte Linschoten werd aangesloten.
Bij Montfoort komt de vaart middels de Schutsluis Montfoortse Vaart uit op de Hollandse IJssel.

## Afbeeldingen

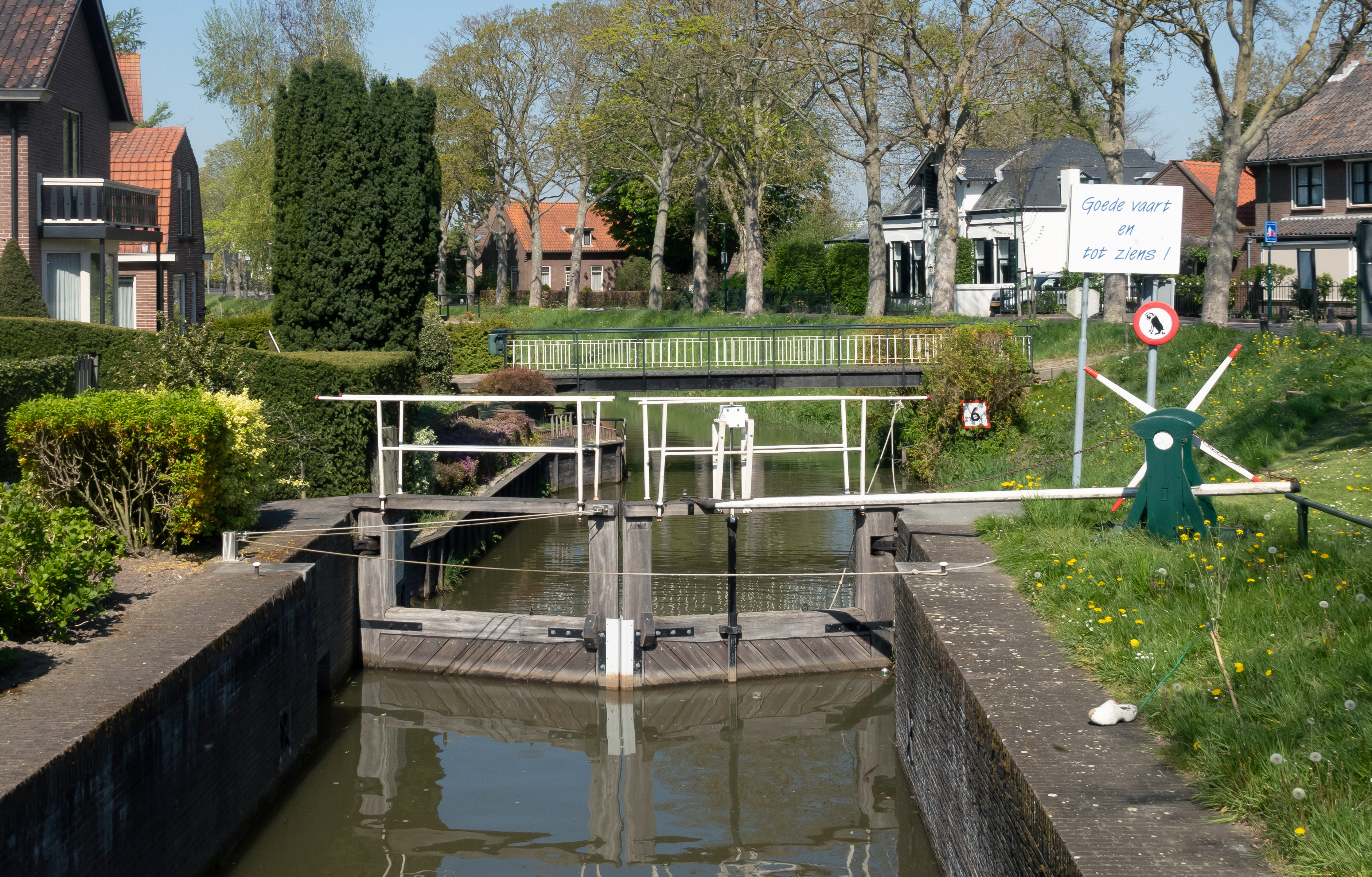
De sluis tussen de Hollandse IJssel en de Montfoortse Vaart
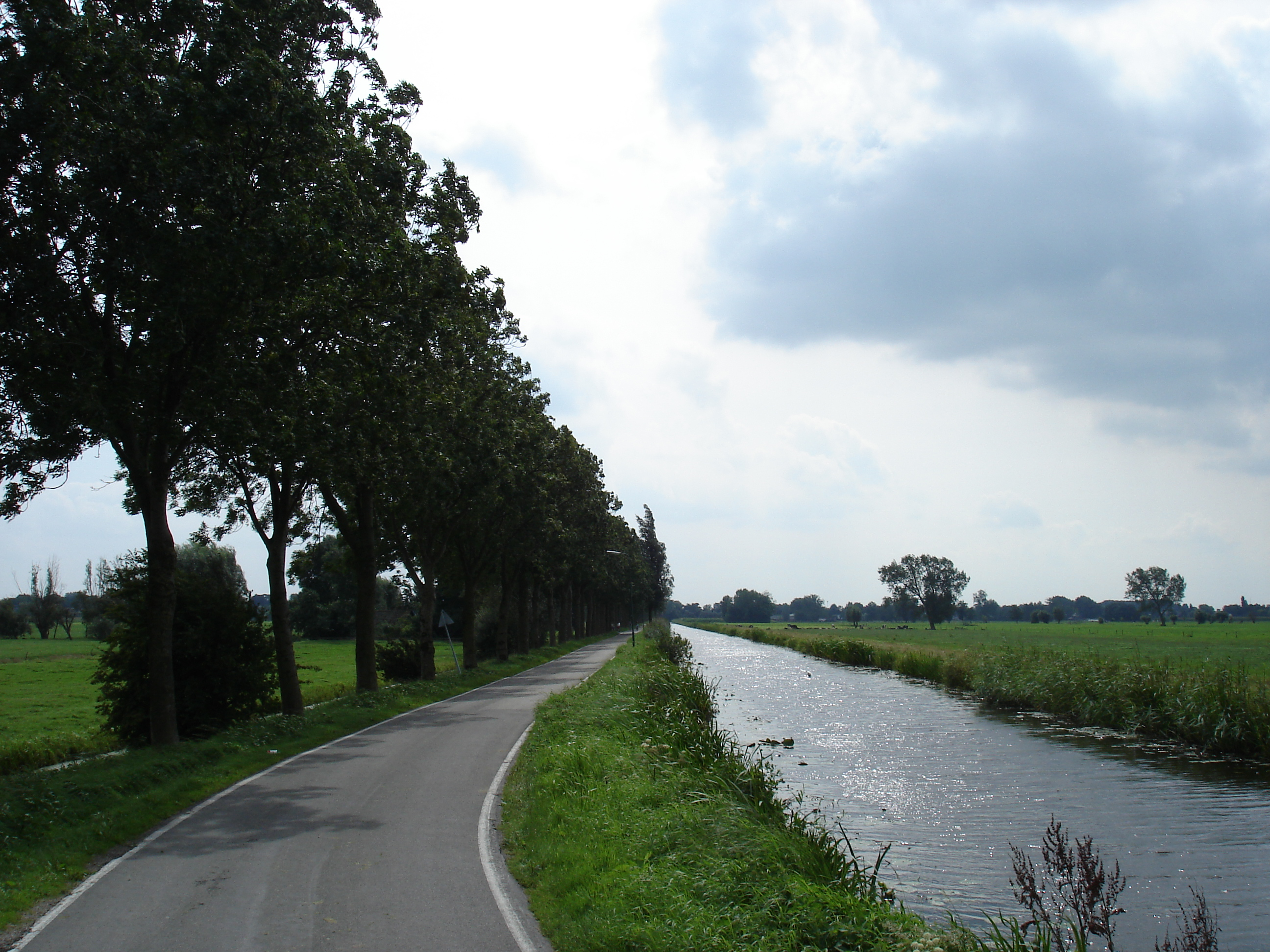
De Montfoortse Vaart